# Jon Diebler
Jon Diebler, né le 22 juin 1988 à Upper Sandusky, dans l'Ohio, est un joueur américain de basket-ball. Il évolue au poste d'arrière.

## Biographie
Le 9 juillet 2015, il signe en Turquie à l'Anadolu Efes Spor Kulübü.